# Ardisia hokouensis
Ardisia hokouensis Y.P.Yang – gatunek roślin z rodziny pierwiosnkowatych (Primulaceae). Występuje naturalnie w Chinach – w prowincji Junnan. 

## Morfologia
PokrójZimozielony krzew dorastający do 1 m wysokości, tworzący kłącza.
LiścieBlaszka liściowa ma podługowato odwrotnie jajowaty kształt. Mierzy 28 cm długości oraz 10 cm szerokości, jest całobrzega, ma klinową nasadę i spiczasty wierzchołek. Ogonek liściowy jest nagi i ma 30–40 mm długości.
KwiatyZebrane w wierzchotkach przypominających baldachy wyrastających z kątów pędów. Mają działki kielicha o owalnym kształcie. Płatki są owalne i mają białą barwę oraz 9 mm długości.

## Biologia i ekologia
Rośnie na brzegach cieków wodnych oraz w zaroślach. Występuje na wysokości około 500 m n.p.m.